# MAN E2566
MAN E2566 – silnik CNG na bazie silnika wysokoprężnego D2566 produkowany przez MAN Engine Company.